# Vence
Vence település Franciaországban, Alpes-Maritimes megyében. Lakosainak száma 19 856 fő (2022. január 1.). Vence Bézaudun-les-Alpes, Cagnes-sur-Mer, La Colle-sur-Loup, Courmes, Coursegoules, La Gaude, Saint-Jeannet, Saint-Paul-de-Vence és Tourrettes-sur-Loup községekkel határos.

## Fekvése
Nizzától északnyugatra, Cagnes-sur-Mertől 10 km-re fekvő település.

## Története
Kezdetben kelták éltek itt, majd a rómaiak hódították meg a területet, mely fontos római település volt. A székesegyház alapjai is római eredetűek. A kereszténység terjedésével Vence egyházmegye lett. A 4. században püspöke római Civitas Vintium volt. 
A város nevezetességei közé tartozik a régi várfalakon és a tornyos bejárati kapun kívül 11. századi eredetű székesegyháza, egyik kápolnájában Szent Lambert sírjával. A várostól északkeletre, a Saint-Jannetba vezető út mentén áll a dominikánius kolostor Rózsafüzér kápolnája (chapelle du Rosaire), amelyet 1950-ben Henri Matisse tervezett és díszített fel.

## Nevezetességek
- Régi városkapu
- Székesegyháza - a 11. századból való
- Dominikánus kolostor kápolnája

## Híres emberek
Itt érte emigrációban a halál 1955. március 19-én Károlyi Mihály politikust, volt miniszterelnököt és egyben az első magyar köztársasági elnököt.
Itt halt meg Witold Gombrowicz lengyel író, D. H. Lawrence angol író és Ida Rubinstein orosz balett-táncosnő.

## Galéria

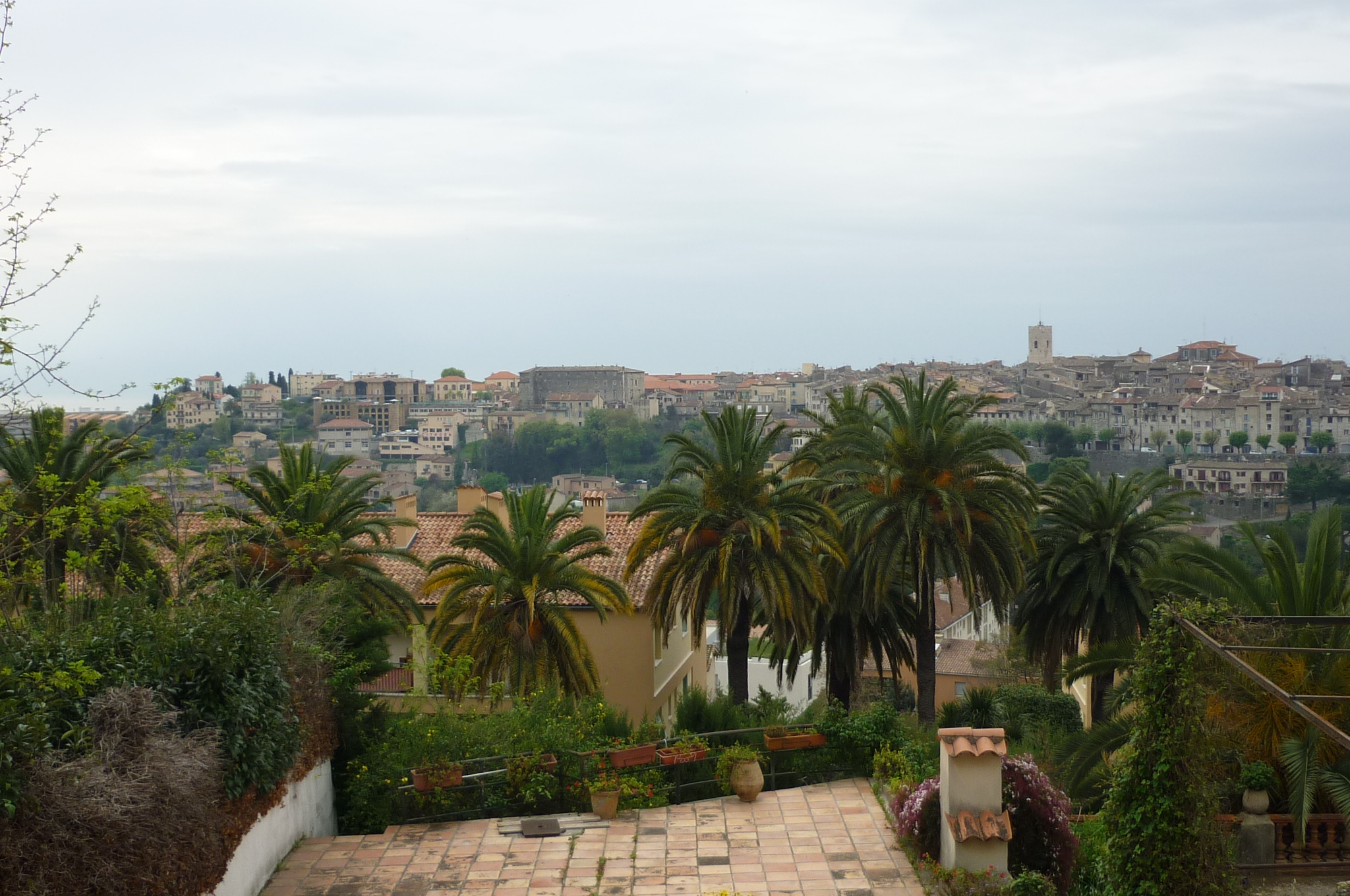
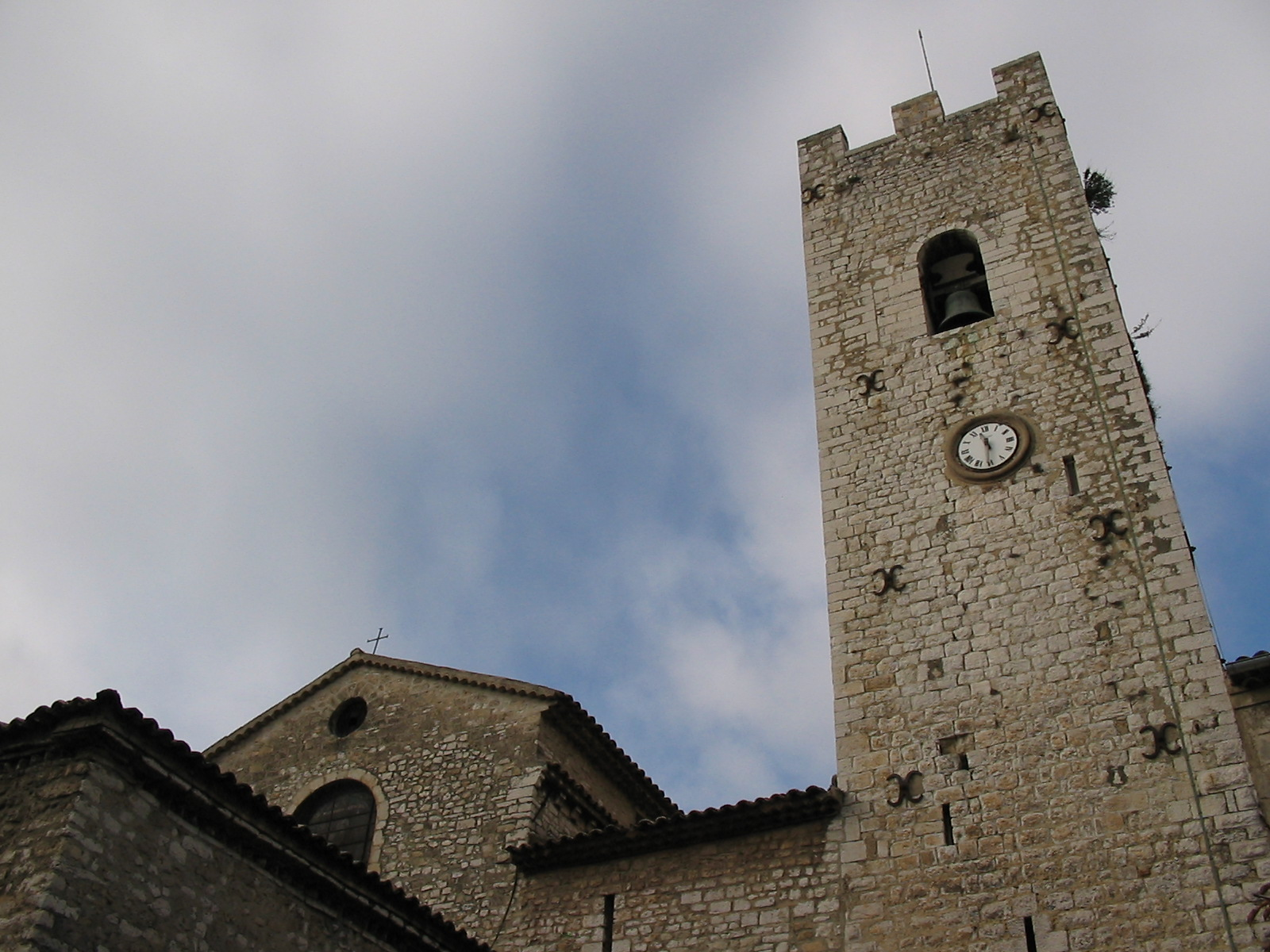
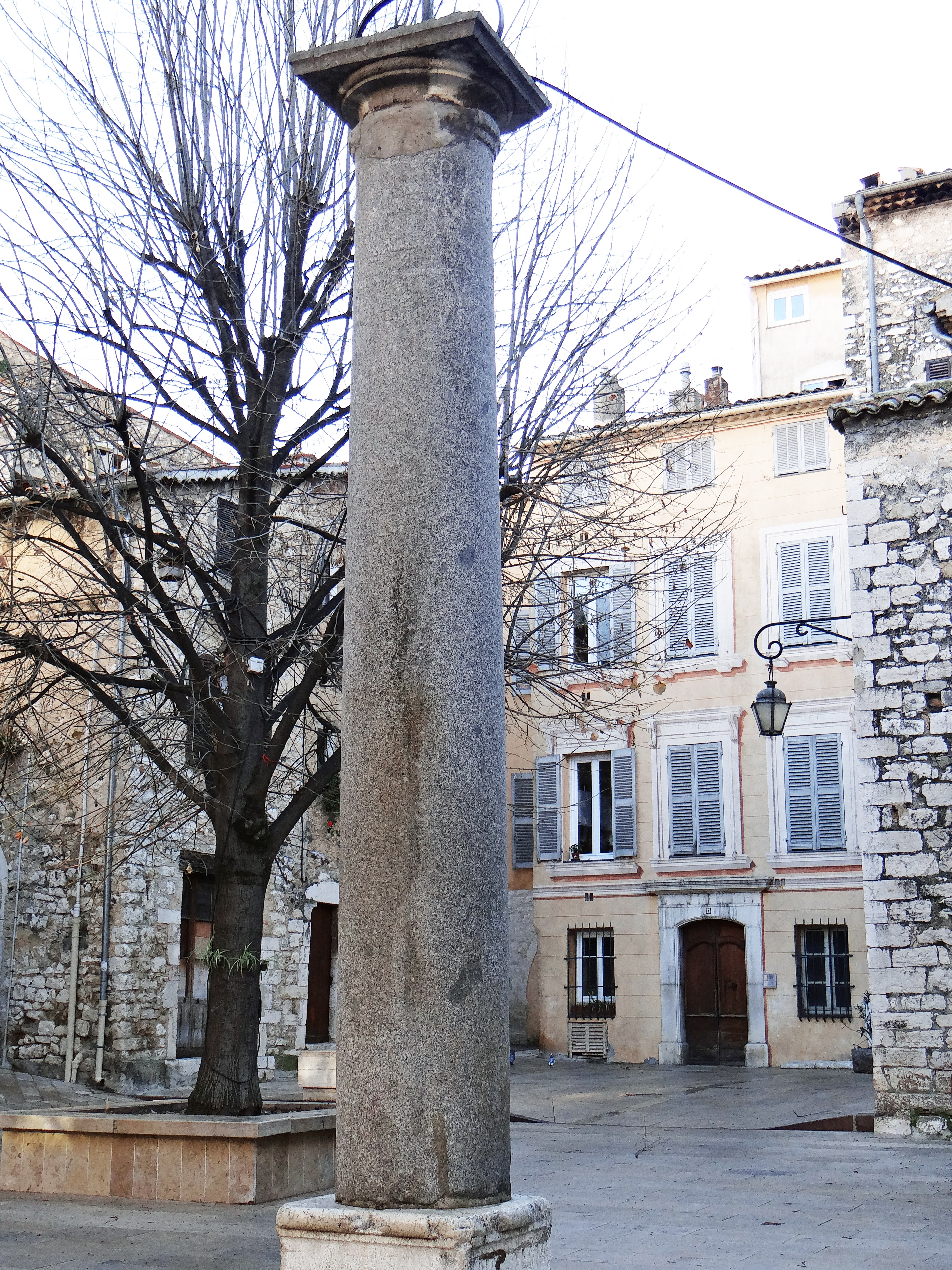
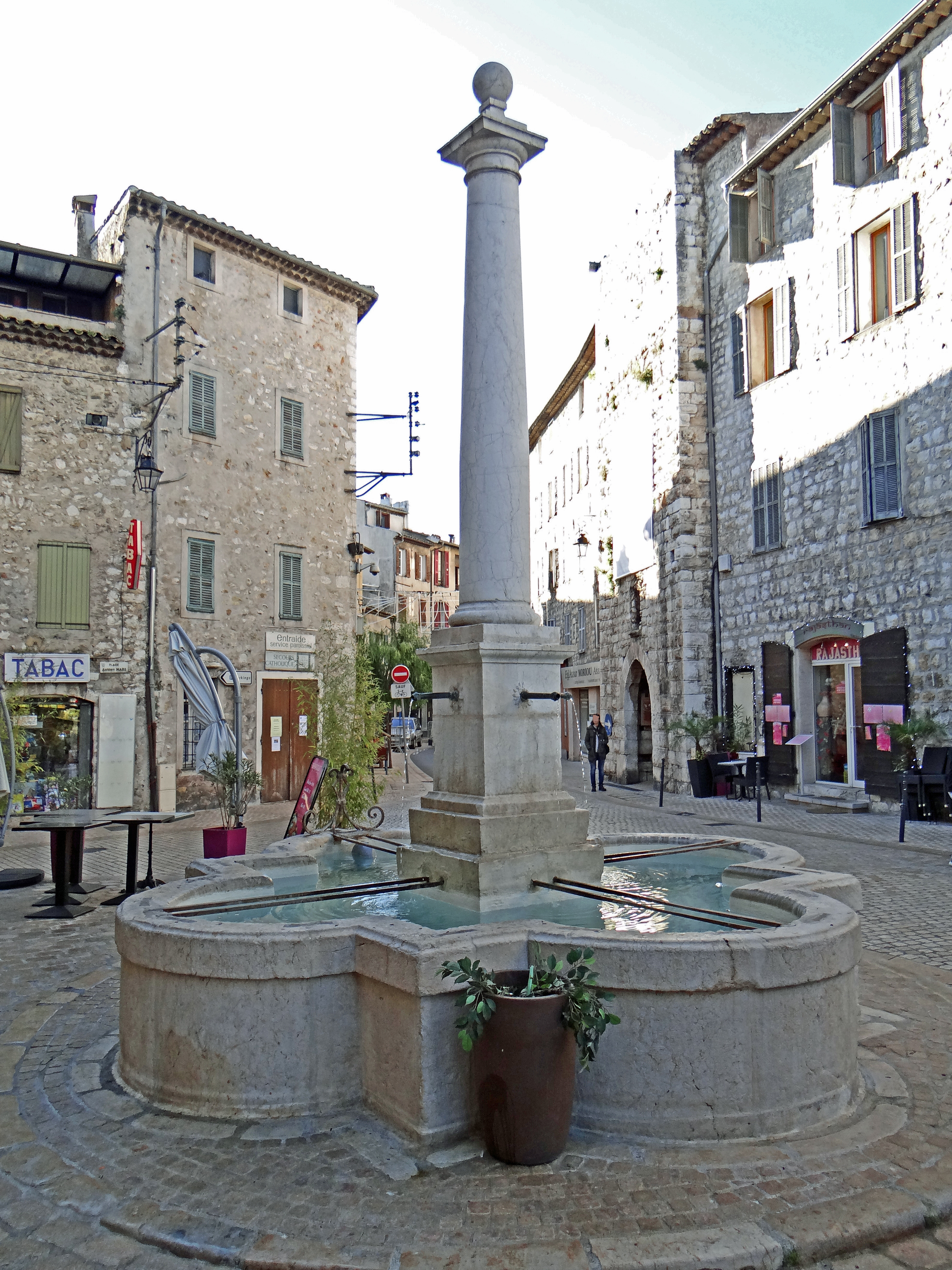
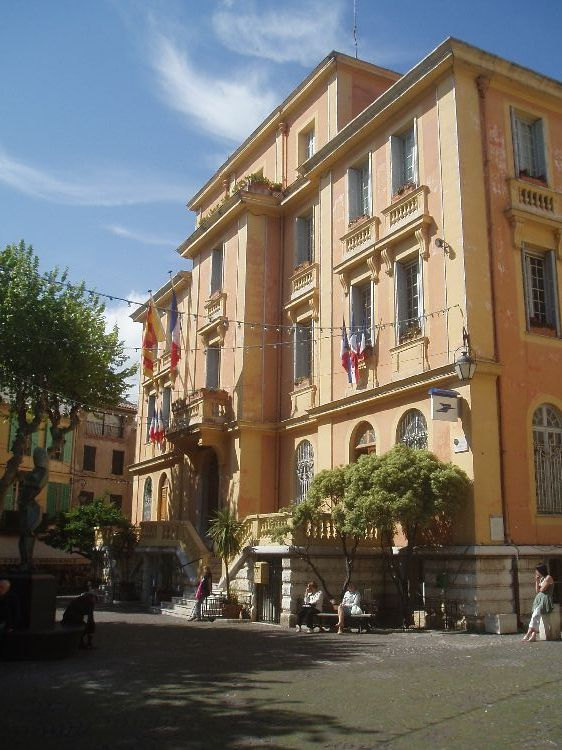
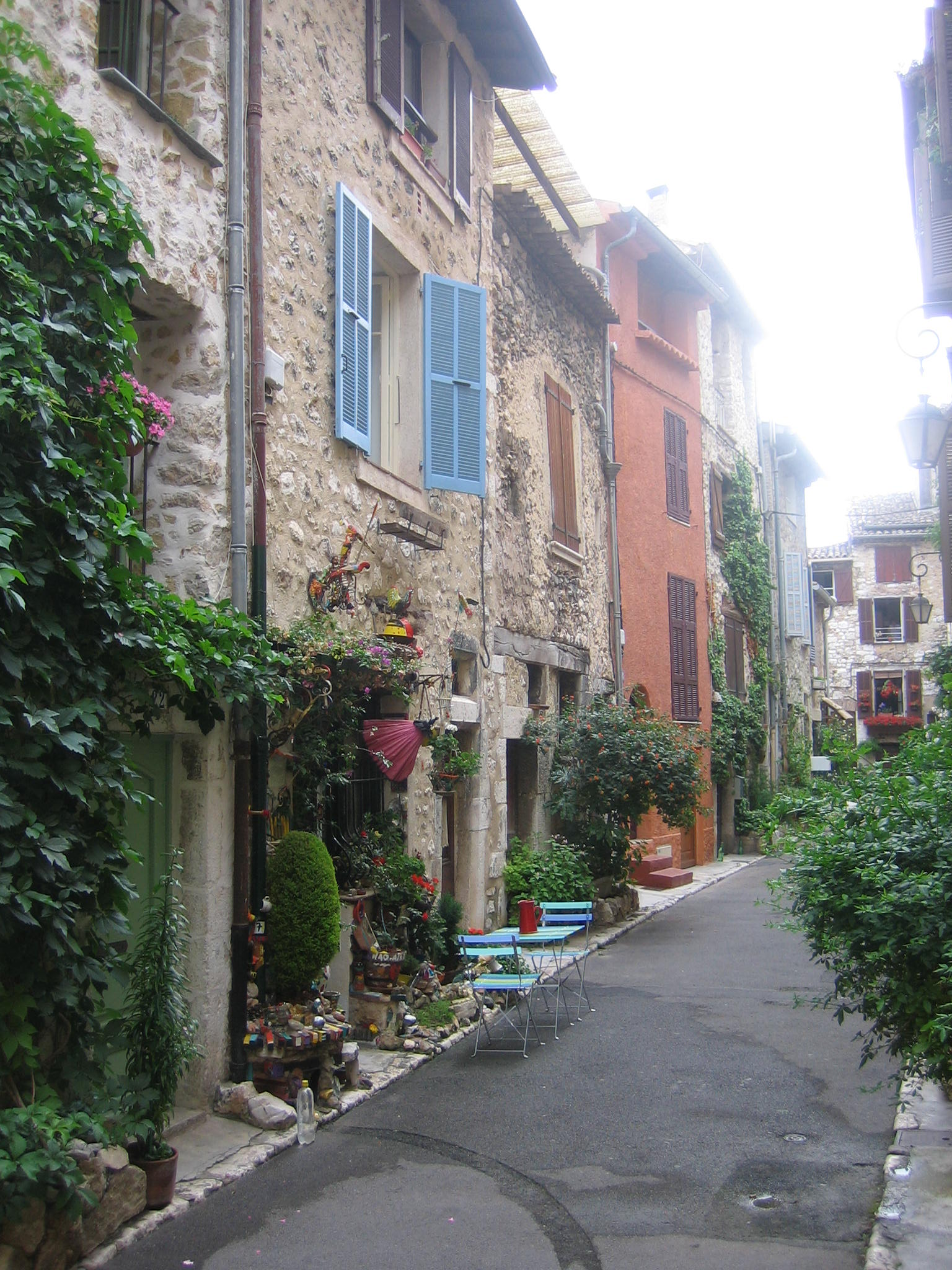
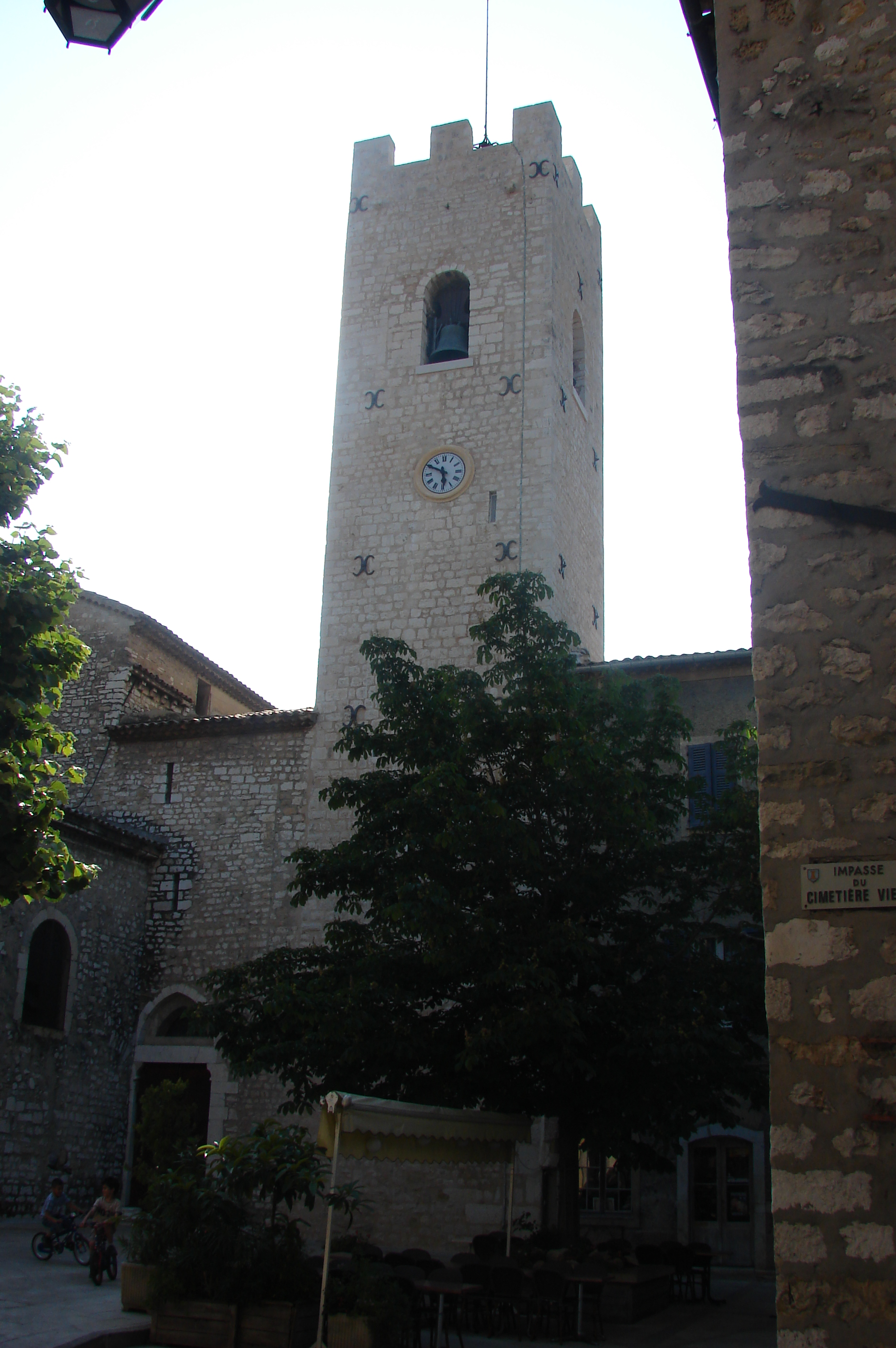
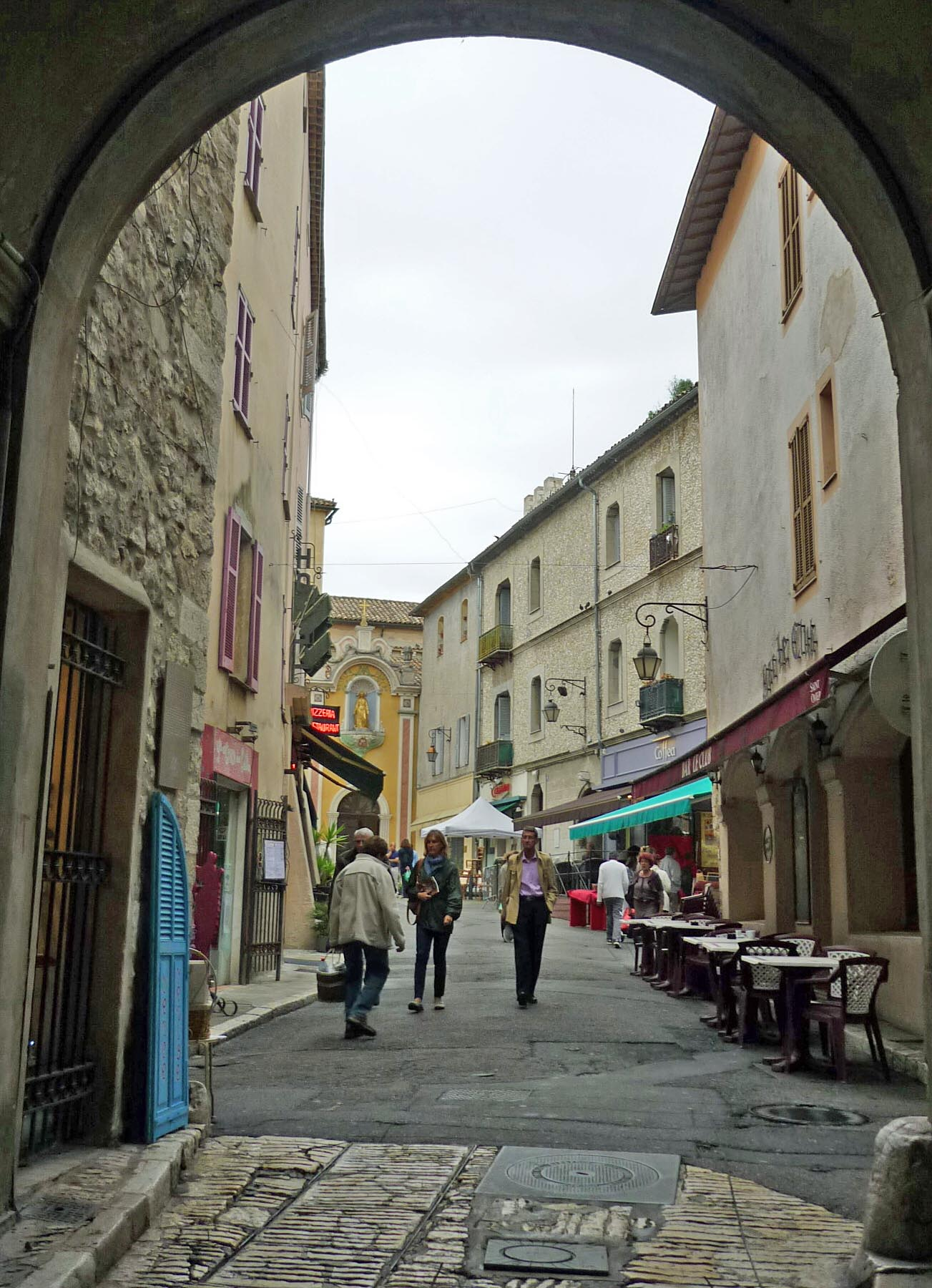
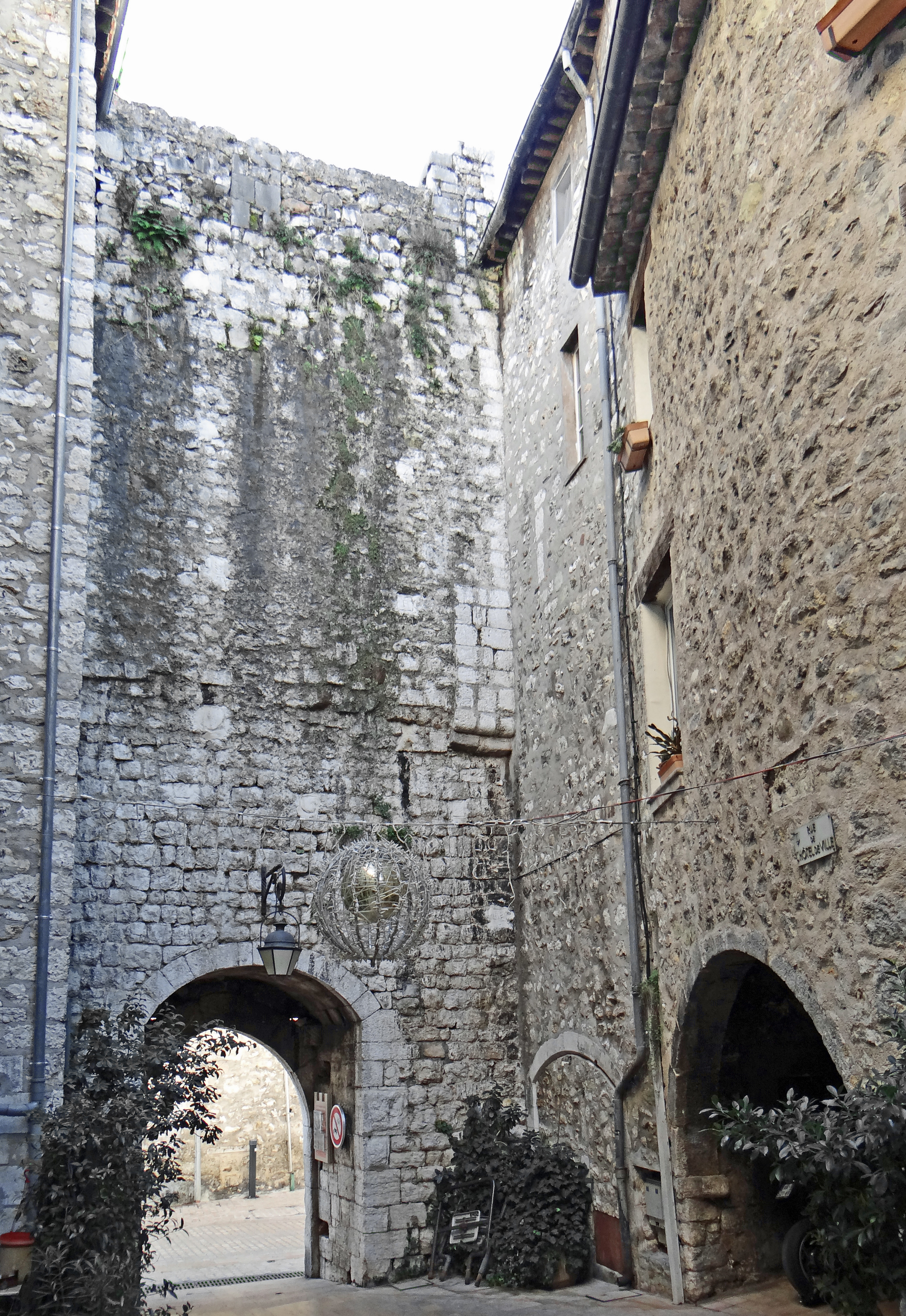
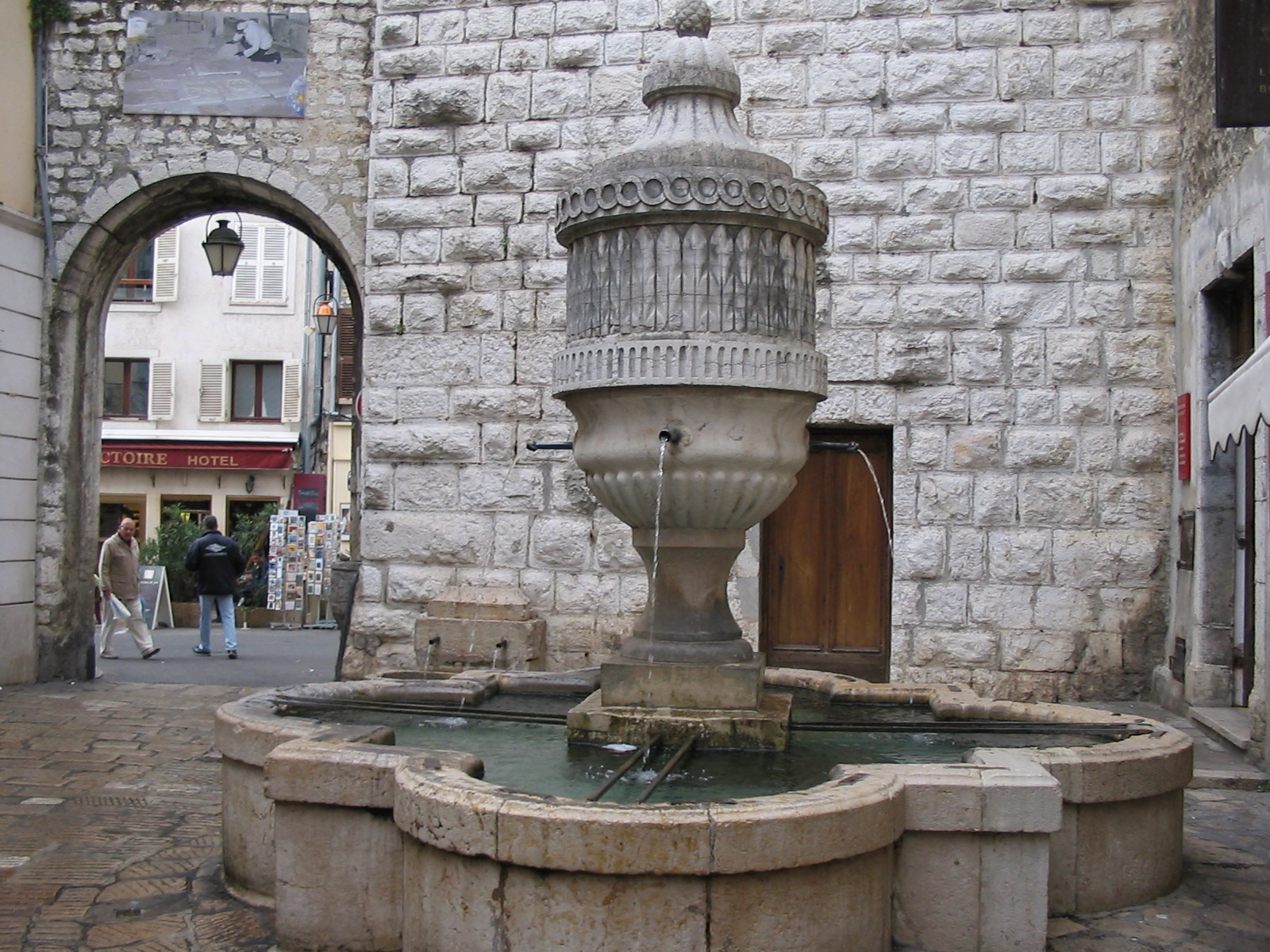
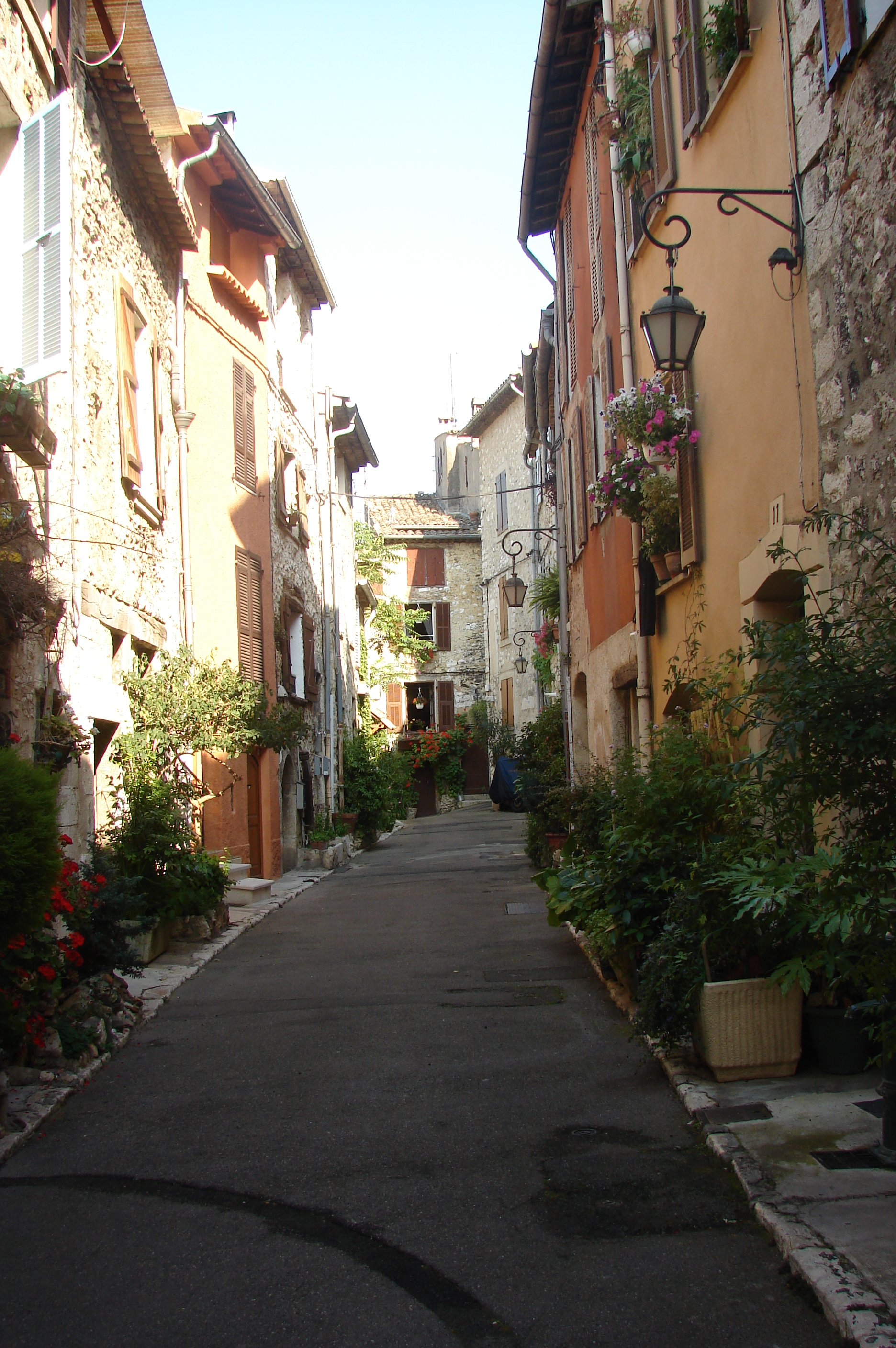
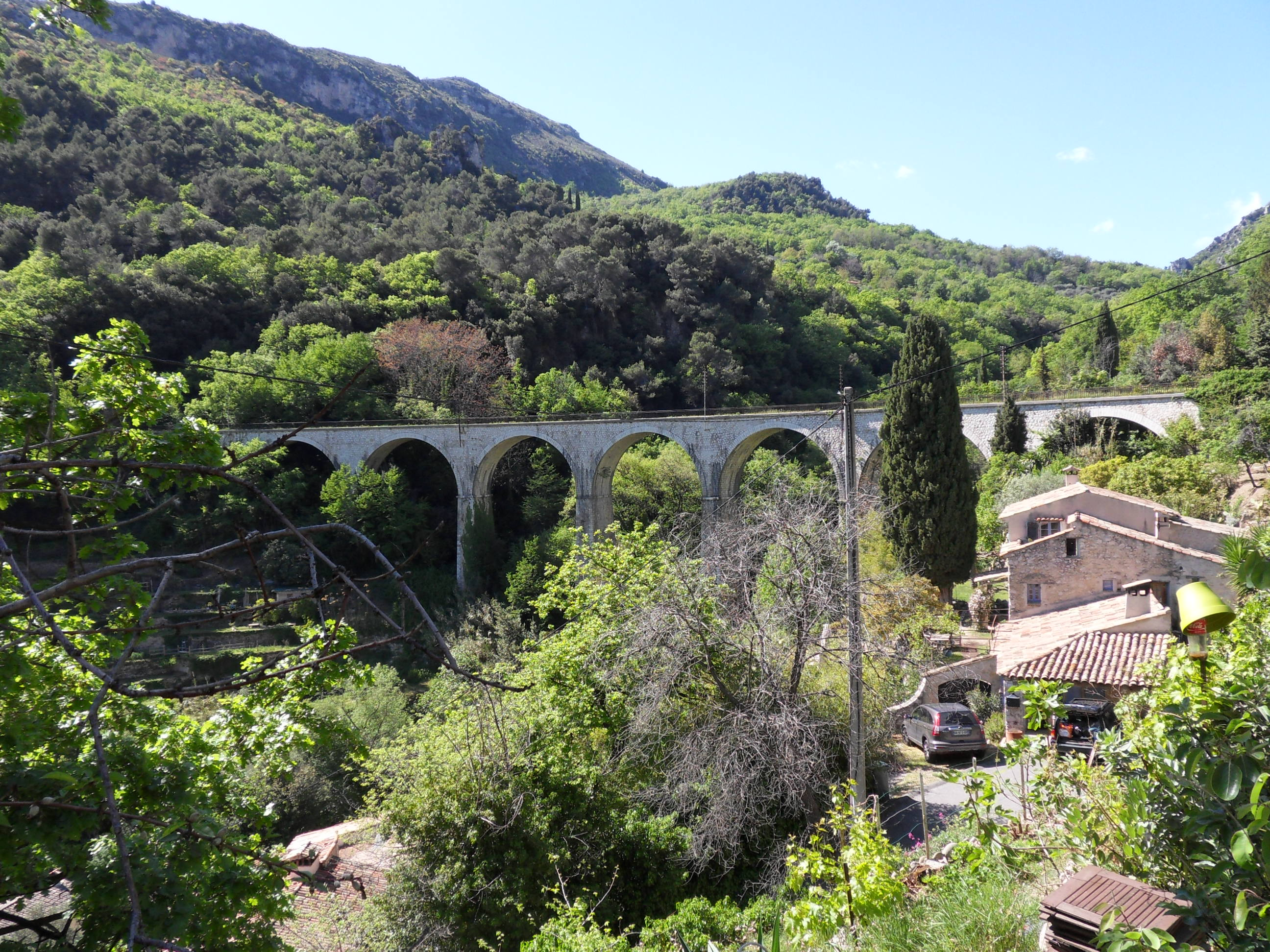

## Népesség
A település népessége az elmúlt években az alábbi módon változott:
- 2012-ben 19,241